# 光州教育大学校
光州教育大学校（クァンジュきょういくだいがっこう、朝鮮語: 광주교육대학교、英語: Gwangju National University of Education）は、大韓民国の光州広域市北区に位置する国立大学。

## 沿革
- 1938年
  - 3月 - 光州師範学校として開校。
  - 5月 - 附属国民学校開校。
- 1955年4月 - 中等教員養成校に改編、光州師範大学となる。
- 1961年
  - 4月 - 国民学校教員養成機関に改編。
  - 9月 - 全南大学校併設教育大学となる[1]。
- 1963年3月 - 光州教育大学へ改称。
- 1981年3月 - 4年制大学となる。
- 1993年3月 - 光州教育大学校へ改称。
- 1996年3月 - 教育大学院設置。

## 開設学科
- 倫理教育科
- 国語教育科
- 社会科教育科
- 数学科教育科
- 科学教育科
- 体育教育科
- 音楽教育科
- 美術教育科
- 実科教育科
- 教育学科
- 英語教育科
- コンピュータ教育科

## 大学院
- 教育大学院

## 附属機関
- 図書館
- 電子計算所
- 教育博物館
- 初等教育研修院
- 平生教育院
- 初等教育研究院
- 学生生活研究所
- 児童相談センター
- マルチメディア研究所
- 初等学校文化研究所
- 語学研究所
- 光州附設初等学校
- 木浦附設初等学校